# Jouy-lès-Reims
Jouy-lès-Reims è un comune francese di 200 abitanti situato nel dipartimento della Marna nella regione del Grand Est.

## Società

### Evoluzione demografica
Abitanti censiti